# Ксилолы
Диметилбензо́лы или ксило́лы (от др.-греч. ξύλον «дерево») — углеводороды ароматического ряда, состоящие из бензольного кольца и двух метильных групп. Химическая формула — (СН3)2С6Н4. Ксилолы получают при коксовании угля или из нефти путём каталитического риформинга прямогонной бензиновой фракции. Применяются главным образом в качестве растворителей и как сырьё для оргсинтеза.
Открыты в 1850 году французским химиком Огюстом Кауром, выделившим ксилол из древесного спирта-сырца.

## Свойства
Бесцветные жидкости с характерным запахом. Малорастворимы в воде, хорошо растворяются в органических растворителях. Проявляют свойства ароматических соединений, легко алкилируются, хлорируются, сульфируются и нитруются.
|             | Температура плавления | Температура кипения | Плотность при 20 °C |
| ----------- | --------------------- | ------------------- | ------------------- |
| Орто-ксилол | –25,2 °C              | 144,4 °C            | 0,8802 г/см³        |
| Мета-ксилол | −47,8 °C              | 139,1 °C            | 0,8642 г/см³        |
| Пара-ксилол | 13,26 °C              | 138,3 °C            | 0,8611 г/см³        |

## Изомерия
Существуют три изомера: орто-, мета- и пара-ксилол.
| орто-, мета-, пара- изомерия ксилола: | орто-, мета-, пара- изомерия ксилола: | орто-, мета-, пара- изомерия ксилола: |
| ------------------------------------- | ------------------------------------- | ------------------------------------- |
|                                       |                                       |                                       |
| орто-ксилол                           | мета-ксилол                           | пара-ксилол                           |

### Абсолютный метод Кернера
Для определения качественного состава смеси орто-, мета- и пара-ксилолов используется метод абсолютной ориентации по Кернеру. Этот метод строится на определении числа возможных изомеров. После проведения реакции хлорирования на основании структуры пара-ксилола можно ожидать, что он даст лишь одно монохлорпроизводное; для орто-ксилола возможно два монохлорпроизводных, а для мета-ксилола — три монохлорпроизводных.
Метод Кернера требует очень много времени и на практике применяется к немногим ароматическим соединениям.

## Применение
Применяются как растворители лаков, фаласов, мастик и др. Используют в синтезе красителей.
Пара-ксилол применяется как сырьё для синтеза терефталевой кислоты — полупродукта для получения полиэтилентерефталата.
Орто-ксилол используется в производстве диоктилфталатов и других эфиров фталевой кислоты — пластификаторов для ПВХ. Очистка ксилолов, используемых в качестве растворителей, аналогична очистке толуола с тем отличием, что они с водой образуют азеотропную смесь, но кипят при температуре много выше температуры её кипения; таким образом, их можно очищать простой перегонкой.
Ксилол рекомендуют применять в качестве заполняющей жидкости термометров, предназначенных для работы в реакционных смесях, подвергающихся СВЧ-излучению, так как он имеет весьма малые диэлектрические потери и не будет нагреваться от излучения.

## Влияние на организм человека
Основной путь поступления ксилолов в организм человека — ингаляционный (через лёгкие при дыхании). Также ксилолы могут проникать в организм через кожу, в том числе неповреждённую (благодаря способности растворяться в липидах, они легко проникают в кровоток через подкожную жировую клетчатку). В лёгких поглощается до 65 % ксилолов, поступающих в них с вдыхаемым воздухом (через кожу ксилолы поступают в организм только в случае непосредственного попадания на неё в жидком состоянии). Накапливаются, преимущественно, в паренхиматозных органах (печень), мышцах и жировой ткани. Большая часть ксилолов в организме подвергается биотрансформации (преимущественно в печени) в виде окисления до метилбензойных кислот и гидроксилирования ароматического ядра с образованием диметилфенолов. Метилбензойные кислоты реагируют с глицином (образуя метилгиппуровые кислоты) и выводятся из организма с мочой. Небольшая часть (5—6 %) выводится из организма в неизменном виде через лёгкие с выдыхаемым воздухом.
При остром отравлении у человека наблюдаются возбуждение, чувство опьянения, раздражение слизистых оболочек глаз и дыхательных путей, нарушения работы сердечно-сосудистой, пищеварительной и дыхательной систем, потеря сознания. В случае продолжительного (хронического) воздействия происходит, в первую очередь, поражение печени, кроветворной и иммунной системы.
п-ксилол ототоксичен (может ухудшать слух).

## Охрана труда
Ксилолы токсичны. ПДК ксилолов 150 мг/м3 (максимально разовая) и 50 мг/м3 (среднесменная). А порог восприятия запаха может быть, например, 1370 мг/м3 . Можно ожидать, что использование широко распространённых фильтрующих СИЗОД в сочетании с "заменой фильтров по появлении запаха под маской" (как это почти всегда рекомендуется в РФ поставщиками СИЗОД) приведёт к чрезмерному воздействию ксилолов на, по крайней мере, часть работников — из-за запоздалой замены противогазных фильтров. Для защиты от ксилолов следует использовать значительно более эффективные изменение технологии и средства коллективной защиты.